# Me gustas tal como eres
Me gustas tal como eres (français : Je t'aime telle que tu es) est une chanson écrite par Juan Carlos Calderón et Luis Gómez Escolar, produite par Calderón et interprétée par la chanteuse écossaise Sheena Easton en duo avec le chanteur mexicain Luis Miguel. 

## Contexte
Au cours des années 80, les duos musicaux sont devenus à la mode au Mexique, comme formule pour captiver et attirer les acheteurs de disques. Ainsi, si le jeune Donny Osmond a fait un duo avec Pedro Vargas, Vicente Fernández a fait de même avec Roberto Carlos. L'un des couples qui a le mieux réussi est celui de Luis Miguel et Sheena Easton.

## Histoire
Le titre a été publié par EMI Music comme premier single de son premier album en langue espagnole Todo me recuerda a ti (français : Tout me fait penser à toi) (1984). C'est Juan Carlos Calderón qui a produit l'album en langue espagnole qui comprend le duo avec Luis Miguel avec la chanson Me gustas tal como eres. Le succès n'a pas tardé à venir au Mexique et elle l'a projeté sur le marché latino-américain, se produisant même au festival de Viña del Mar au Chili. 
C'est grâce au duo avec Luis Miguel que Sheena Easton a remporté son deuxième Grammy, celui de la meilleure interprétation mexicano-américaine — c'est la deuxième fois que ce prix est remis, le premier l'étant à Los Lobos — lors de la 27e édition des Grammy Awards,. La victoire d'Easton et Miguel a suscité une controverse avec les musiciens mexicano-américains, et une protestation s'est ensuivie. Ce prix est devenu le deuxième Grammy pour Easton, après avoir été reconnu comme le meilleur nouvel artiste en 1981, et le premier pour Miguel. Cette récompense fait de Luis Miguel l'artiste latin le plus jeune à recevoir un Grammy Award. La chanson a ensuite été incluse dans l'album studio de Miguel, Palabra de honor (1984),.